# Ketscharis

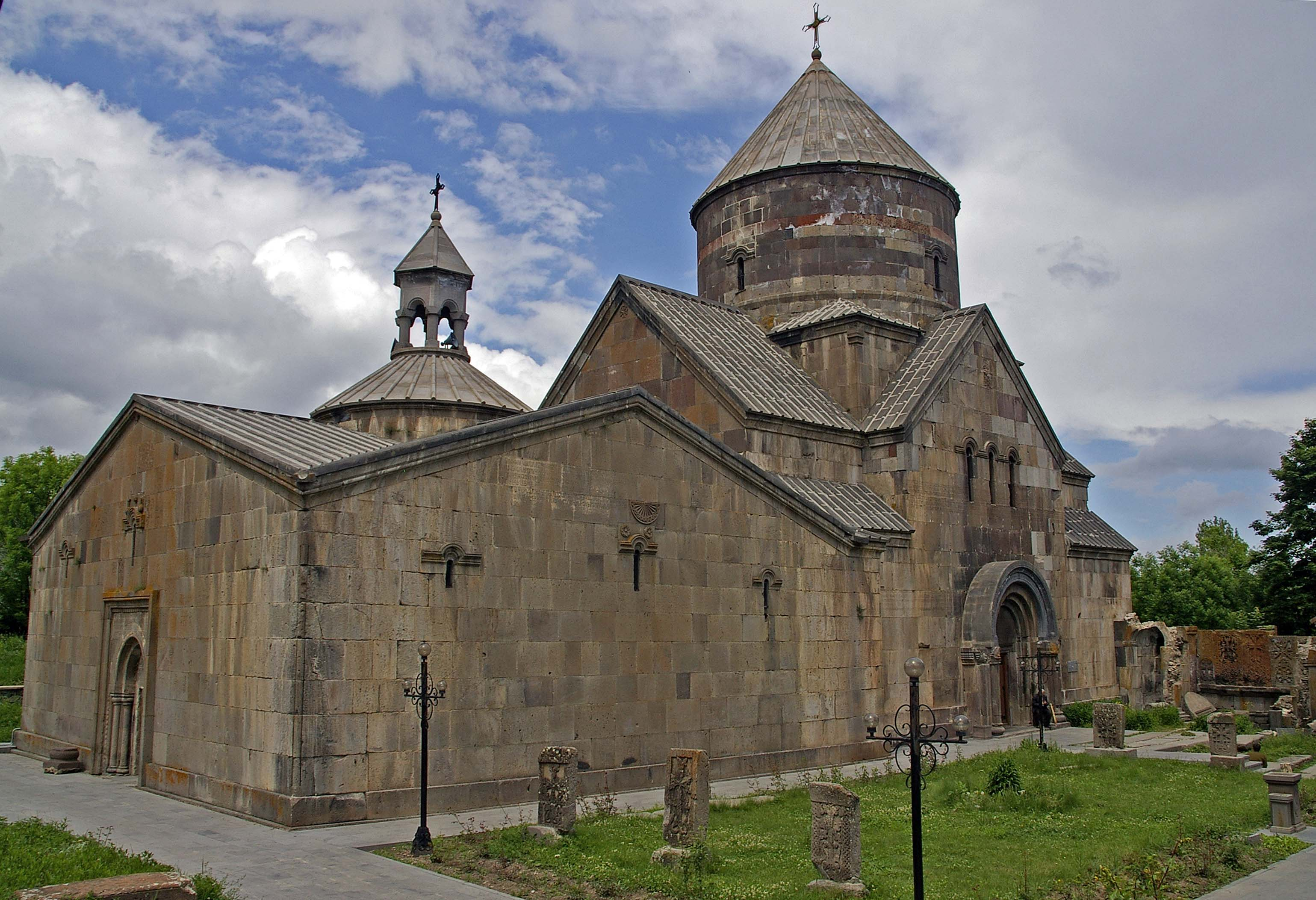
Kloster Ketscharis

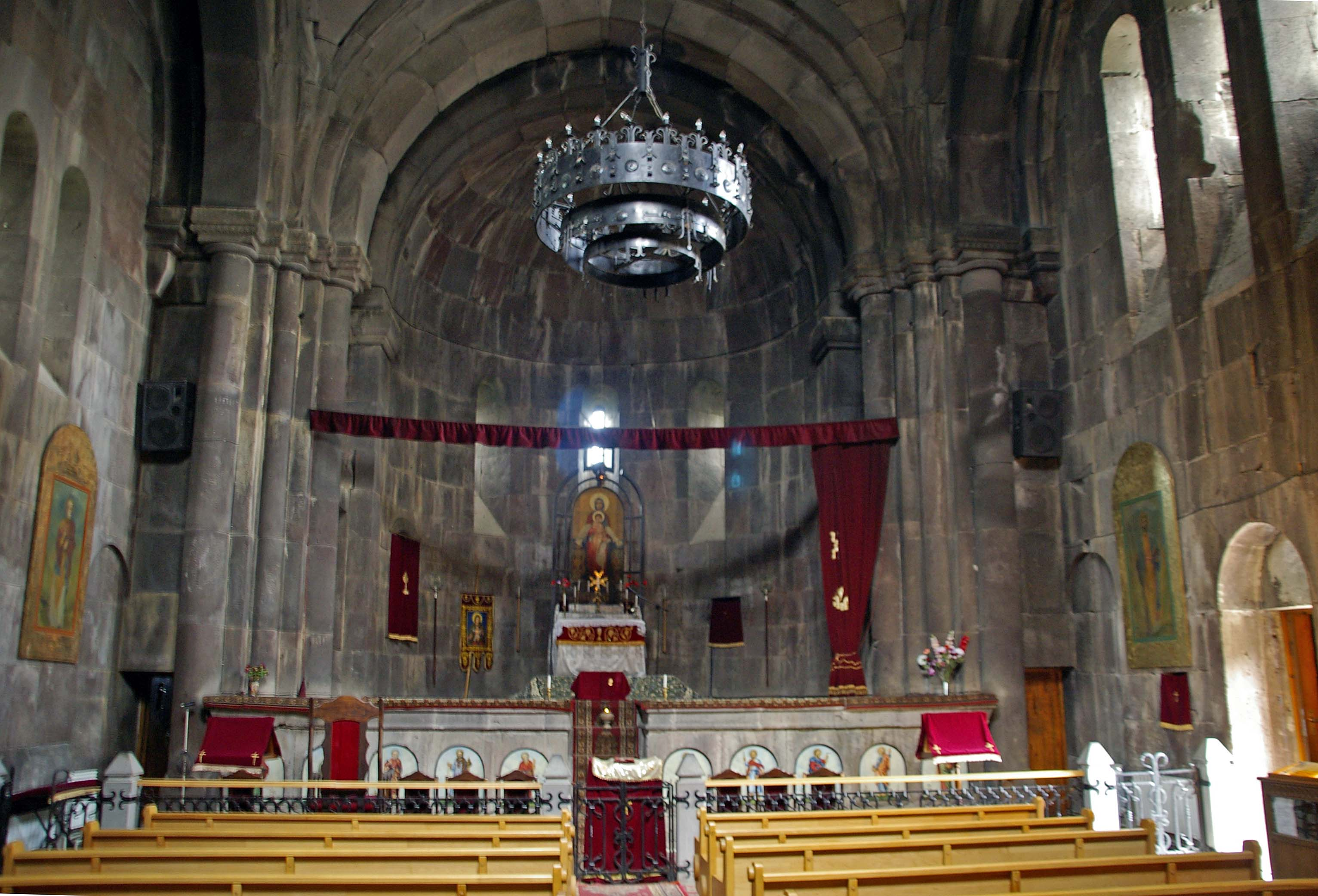
Altar des Klosters Ketscharis

Das Kloster Ketscharis (armenisch Կեչառիս) ist ein armenisches Kloster in der Stadt Zaghkadsor in der Provinz Kotajk in Armenien. Es wurde im Jahre 1003 durch Grigor Magistros gegründet und dem Heiligen Gregor Lusaworitsch (den Erleuchter) geweiht.
Nach der Zerstörung des Klosters durch die Seldschuken setzte gegen Ende des 12. Jahrhunderts eine weitere Bauphase ein. Dem Kloster wurde die kleine Auferstehungskapelle Surb Haruthjun einige Meter östlich des Hauptkomplexes hinzugefügt. Eine dritte Kirche des Komplexes im Südteil wurde im 13. Jahrhundert gebaut.
Starke Erdbeben in den Jahren 1828 und 1927 zerstörten Teile der Klosteranlage und ließen Mauerteile einstürzen. Im Jahr 1937 wurde das Kloster zum ersten Mal renoviert.